# Yu Yu Hakusho (Fernsehserie)
Yu Yu Hakusho (Originaltitel: jap. 幽☆遊☆白書) ist eine japanische Fernsehserie, basierend auf der gleichnamigen Mangareihe von Yoshihiro Togashi. Die Serie wurde am 14. Dezember 2023 weltweit auf Netflix veröffentlicht.

## Handlung
Der rebellische Teenager Yusuke Urameshi verbringt seine Zeit damit, Ärger zu verursachen und legt im Allgemeinen ein schlechtes Verhalten an den Tag. Umso überraschender ist die Tatsache, dass er selbstlos ein kleines Kind vor dem Überfahrenwerden rettet, dafür aber mit seinem eigenen Leben bezahlt. Doch ganz tot ist er noch nicht, denn während sein Körper im Sterben liegt, steht er in Gestalt eines Geistes neben diesem. Kurz darauf erscheint ihm eine Frau namens Botan, die ihn eigentlich in die Welt der Geister geleiten soll, aber sie offenbart ihm, dass sein selbst für die Geister überraschender Akt der Selbstopferung konträr zu seinem eigentlichen Schicksal ist, denn einem Delinquenten wie Yusuke ist es nicht vorherbestimmt, durch eine gute Tat zu sterben, weshalb es für ihn weder im Himmel noch in der Hölle einen Platz gibt. Yusuke erhält die Chance, in die Welt der Lebenden zurückzukehren, jedoch ist daran die Bedingung geknüpft, dass er im Auftrag von Koenma (dem Sohn von König Enma) als „Geisterdetektiv“ gegen Dämonen (Yōkais) vorgeht, die eine große Gefahr darstellen. Zu diesem Zweck erhält Yusuke übernatürliche Kräfte, die er zu meistern lernen muss. Und es dauert nicht lange, bis Yusuke in mysteriöse und bedrohliche Geschehnisse zwischen der Welt der Menschen, Geister und Dämonen verwickelt wird, während er versucht, die Menschen zu schützen, die ihm wichtig sind.

## Besetzung und Synchronisation
Die deutschsprachige Synchronisation entstand nach den Dialogbüchern von Kathrin Stoll sowie unter der Dialogregie von Daniel Schlauch durch die Synchronfirma FFS Film- & Fernseh-Synchron in München.
| Rolle             | Schauspieler    | Synchronsprecher    |
| ----------------- | --------------- | ------------------- |
| Yusuke Urameshi   | Takumi Kitamura | Felix Mayer         |
| Kazuma Kuwabara   | Shūhei Uesugi   | Xiduo Zhao          |
| Kurama            | Jun Shison      | Felix Auer          |
| Hiei              | Kanata Hongō    | Leonard Rosemann    |
| Keiko Yukimura    | Sei Shiraishi   | Angelina Markiefka  |
| Botan             | Kotone Furukawa | Anna Ewelina        |
| König Koenma      | Keita Machida   | Patrick Roche       |
| Genkai            | Meiko Kaji      | Dana Geissler       |
| Sakyo             | Gorō Inagaki    | Benedikt Gutjan     |
| Älterer Toguro    | Ken'ichi Takitō | Uwe Kosubek         |
| Jüngerer Toguro   | Gō Ayano        | Maximilian Laprell  |
| Tarukane          | Shihō Harumi    | Gudo Hoegel         |
| Mutter von Masaru | Mika Hijii      | Marie-Jeanne Widera |
| Yukina            | Ai Mikami       | N/A                 |
| Karasu            | Hiroya Shimizu  | N/A                 |

## Episodenliste

### Staffel 1
| Nr. (ges.)                                                                             | Nr. (St.) | Deutscher Titel | Originaltitel |
| -------------------------------------------------------------------------------------- | --------- | --------------- | ------------- |
| 1                                                                                      | 1         | Folge 1         | エピソード 1  |
| 2                                                                                      | 2         | Folge 2         | エピソード 2  |
| 3                                                                                      | 3         | Folge 3         | エピソード 3  |
| 4                                                                                      | 4         | Folge 4         | エピソード 4  |
| 5                                                                                      | 5         | Folge 5         | エピソード 5  |
| Am 14. Dezember 2023 wurden alle Folgen der ersten Staffel bei Netflix veröffentlicht. |           |                 |               |